# Muqadasa Ahmadzai
Muqadasa Ahmadzai (nascida em 1992/1993) é uma ativista social, política e poetisa afegã que concorreu nas eleições parlamentares afegãs de 2018. Ela recebeu o prêmio N-Paz e foi nomeada uma das 100 mulheres da BBC em 2021.

## Biografia
Muqadasa Ahmadzai tinha 24 anos em 2017. Ela é uma ativista social e poetisa de Nangarhar, Afeganistão. Inicialmente, sua família se opôs ao seu ativismo e, quando descobriram suas atividades, ela sofreu castigos físicos. Ainda adolescente, ela publicou um livro de poesia, e foi a apreciação de seu tio por isso que mudou a opinião de sua família sobre seu trabalho.
Ex-membro e vice-presidente do Parlamento Juvenil Afegão, durante a pandemia de COVID-19, ela trabalhou para apoiar mulheres e comunidades contra a desinformação. Ela foi a fundadora do Conselho Nacional da Juventude no Afeganistão. Ela representou as vozes das mulheres afegãs como parte dos Diálogos de Paz no Afeganistão e no Paquistão. Ao lado de outras mulheres, ela iniciou uma campanha de pintura mural com mensagens sobre os direitos das mulheres em Jalalabad. Ela também estabeleceu uma rede de 400 mulheres que viajaram pelo país, inclusive em áreas que na época eram controladas pelo Talibã, por mulheres sobreviventes de violência doméstica. Ela é fundadora e diretora da Associação Kor, que visava aumentar a conscientização sobre os direitos das mulheres no Afeganistão.
Em 2018, ela concorreu às eleições para o parlamento afegão.

## Prêmios
Muqadasa Ahmadzai foi agraciada com o Prêmio N-Paz, concedido pelo Programa das Nações Unidas para o Desenvolvimento. Ela foi nomeada uma das 100 mulheres da BBC em 2021.